# Gustav Düben (fill)

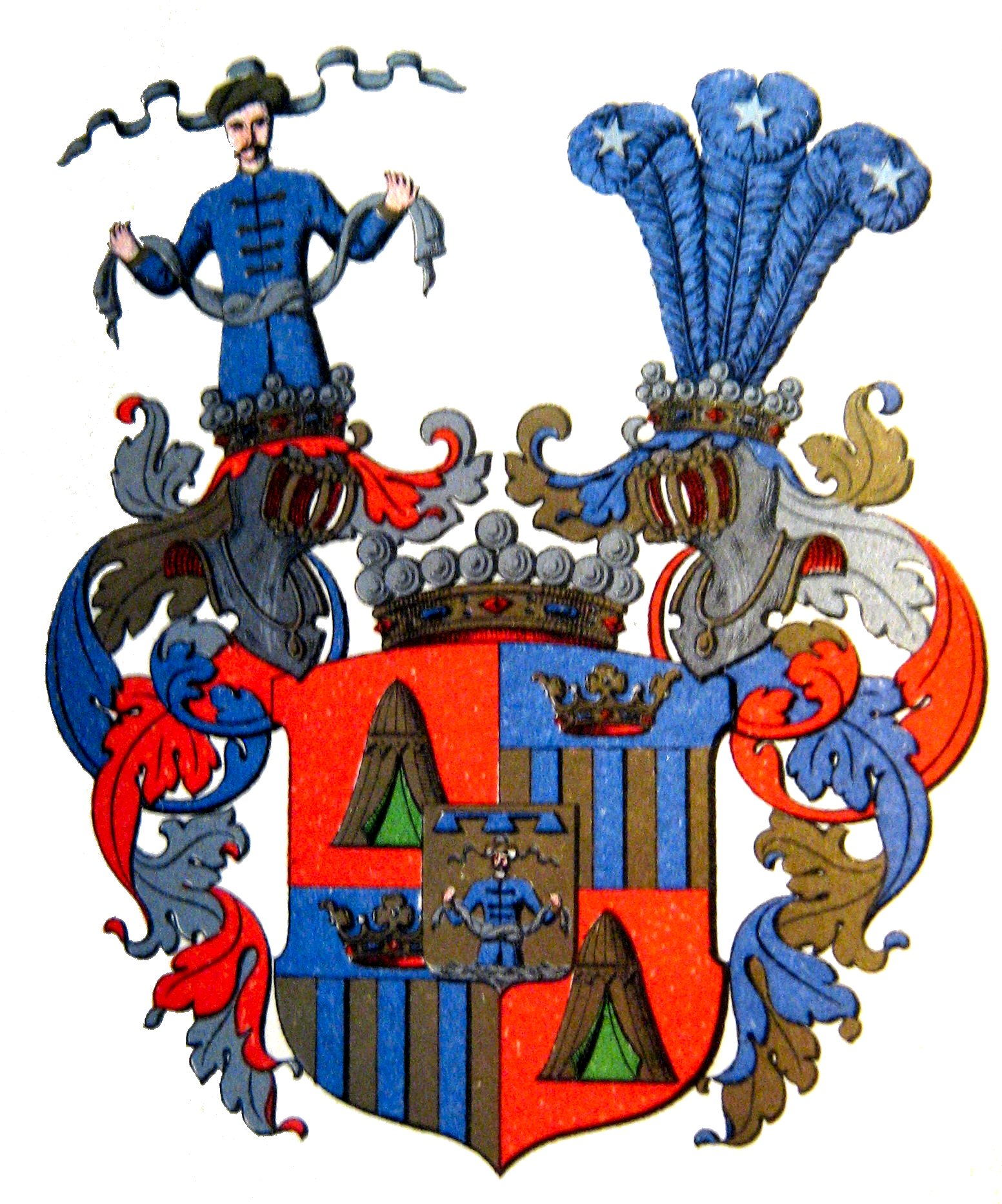
Escut dels Düben

Gustav von Düben Estocolm, 9 de maig de 1659 - idem, 5 de desembre de 1726), va ser un músic suec i un noble, pertanyen a la nissaga de músics Düben.

## Joventut
Era fill de Gustaf Düben el Vell i Emèrida Standaert i el germà gran d'Andreas Düben el jove, Joachim von Düben el Vell i Emerentia von Düben. Gustav von Düben va ser contractat el 1682 com a camarlenc del príncep hereu Carles XII. Va ser enviat a costa del seu pare a, entre altres llocs, França per continuar la seva educació en música.

## Carrera
Està enregistrat entre 1685 i 1688 com a músic a l'estat salarial de la capella de la cort. Després va rebre una beca de dos anys de la reina vídua Hedvig Eleonora per a estudis musicals addicionals a l'estranger. A la mort del seu pare, va sol·licitar el càrrec de hovkapellmeister, que també va rebre immediatament. A més d'aquest servei, va continuar un servei remunerat com a camarlenc al príncep hereu Carles.
El 1698 va sol·licitar el càrrec de comissari de la cort i al mateix temps va recomanar al seu germà Andreas com el seu successor, cosa que li va ser concedida. L'any després de la seva sortida com a hovkapellmeister, ell mateix va presentar els primers estatuts de la capella de la cort, que van ser aprovats pel rei. Gustav von Düben es va casar amb la filla de l'alcalde Sara Törne el 1695 i junts van ser nomenats cavallers el 1698.
Des de 1701 va acompanyar Carles XII com a comissari en la seva campanya. Va ser nomenat mariscal de la cort el 1712 i va ser elevat a baró el 1718. Gustav von Düben i Sara Törne van tenir diversos fills, un dels quals es va casar amb Niklas Peter von Gedda. Dos dels fills eren els barons Carl Gustav von Düben (1700-1758) i Ulric von Düben (1706-1771). Ulric von Düben també va fer una carrera a la cort, començant com a pàgina el 1712 i acabant la seva carrera com a mariscal de la cort.